# Magny-Châtelard
Magny-Châtelard est une commune française située dans le département du Doubs, la région culturelle et historique de Franche-Comté et la région administrative Bourgogne-Franche-Comté.

## Géographie

### Toponymie
Signification: Le Mesnil. Prononcé localement "Mani" d'où cette orthographe influencée par tous les Magny de France du Nord.
Magny «dolam» ? en 1457 ; Chastelet en 1255 ; Chastelay en 1305 ; Chasteler en 1320, 1409 ; Chastelard en 1552 ; Le Magny-les-Châtelard en 1671 ; Magny-Vacheresse ? en 1688 - Les deux communes ont fusionné en 1801 sous le nom de Magny-Châtelard.

### Climat
Pour des articles plus généraux, voir Climat de la Bourgogne-Franche-Comté et Climat du Doubs.
En 2010, le climat de la commune est de type climat de montagne, selon une étude du Centre national de la recherche scientifique s'appuyant sur une série de données couvrant la période 1971-2000. En 2020, Météo-France publie une typologie des climats de la France métropolitaine dans laquelle la commune est dans une zone de transition entre le climat semi-continental et le climat de montagne et est dans la région climatique  Jura, caractérisée par une forte pluviométrie en toutes saisons (1 000 à 1 500 mm/an), des hivers rigoureux et un ensoleillement médiocre. 
Pour la période 1971-2000, la température annuelle moyenne est de 8,8 °C, avec une amplitude thermique annuelle de 17 °C. Le cumul annuel moyen de précipitations est de 1 287 mm, avec 13,3 jours de précipitations en janvier et 10,4 jours en juillet. Pour la période 1991-2020, la température moyenne annuelle observée sur la station météorologique de Météo-France la plus proche, « Adam-lès-Vercel », sur la commune d'Adam-lès-Vercel à 8 km à vol d'oiseau, est de 9,8 °C et le cumul annuel moyen de précipitations est de 1 510,7 mm. 
La température maximale relevée sur cette station est de 38,4 °C, atteinte le 24 juillet 2019 ; la température minimale est de −22,9 °C, atteinte le 2 mars 2005,,. 
Les paramètres climatiques de la commune ont été estimés pour le milieu du siècle (2041-2070) selon différents scénarios d'émission de gaz à effet de serre à partir des nouvelles projections climatiques de référence DRIAS-2020. Ils sont consultables sur un site dédié publié par Météo-France en novembre 2022.

## Urbanisme

### Typologie
Au 1er janvier 2024, Magny-Châtelard est catégorisée commune rurale à habitat dispersé, selon la nouvelle grille communale de densité à 7 niveaux définie par l'Insee en 2022.
Elle est située hors unité urbaine. Par ailleurs la commune fait partie de l'aire d'attraction de Besançon, dont elle est une commune de la couronne,. Cette aire, qui regroupe 310 communes, est catégorisée dans les aires de 200 000 à moins de 700 000 habitants,.

### Occupation des sols
L'occupation des sols de la commune, telle qu'elle ressort de la base de données européenne d’occupation biophysique des sols Corine Land Cover (CLC), est marquée par l'importance des forêts et milieux semi-naturels (70,2 % en 2018), en diminution par rapport à 1990 (78,9 %). La répartition détaillée en 2018 est la suivante : 
forêts (57 %), prairies (18,2 %), milieux à végétation arbustive et/ou herbacée (13,3 %), zones agricoles hétérogènes (8,7 %), terres arables (2,8 %). L'évolution de l’occupation des sols de la commune et de ses infrastructures peut être observée sur les différentes représentations cartographiques du territoire : la carte de Cassini (XVIIIe siècle), la carte d'état-major (1820-1866) et les cartes ou photos aériennes de l'IGN pour la période actuelle (1950 à aujourd'hui).

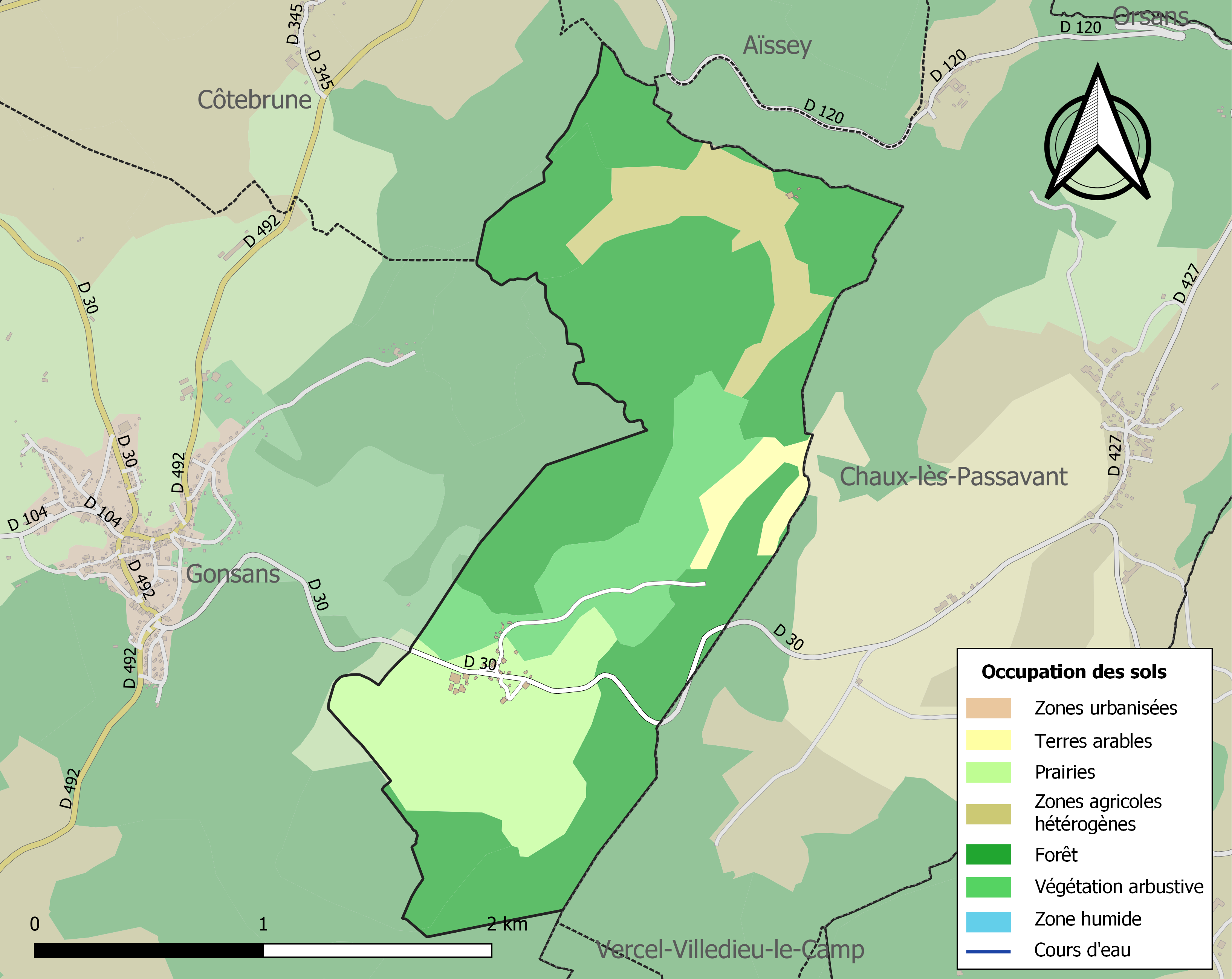
Carte des infrastructures et de l'occupation des sols de la commune en 2018 (CLC).

## Histoire du Châtelard
Le château du Châtelard fut construit par la famille de Montfaucon dans le courant du XIIIe siècle afin de protéger l'abbaye de la Grâce-Dieu établie à son pied. Il était édifié sur un rocher escarpé qui domine de plus de 100 mètres l'abbaye et la vallée de l'Audeux. Protégé au nord et à l'est par le rocher coupé à pic, il était entouré vers le sud et l'ouest d'une enceinte qui enfermait une grange. D'après les vestiges, le donjon se présentait sous la forme d'une tour ronde d'assez vaste dimension.
Pris par les Suisses durant la guerre de Bourgogne, vers 1475, le château fut définitivement détruit par les Suédois en 1639.
De nos jours, maigres en sont les vestiges... On y distingue tout de même des murs de pierre sur la butte castrale. 
Un village qui précédait le site castral fut également brûlé au cours de l'assaut donné par l'armée suédoise.

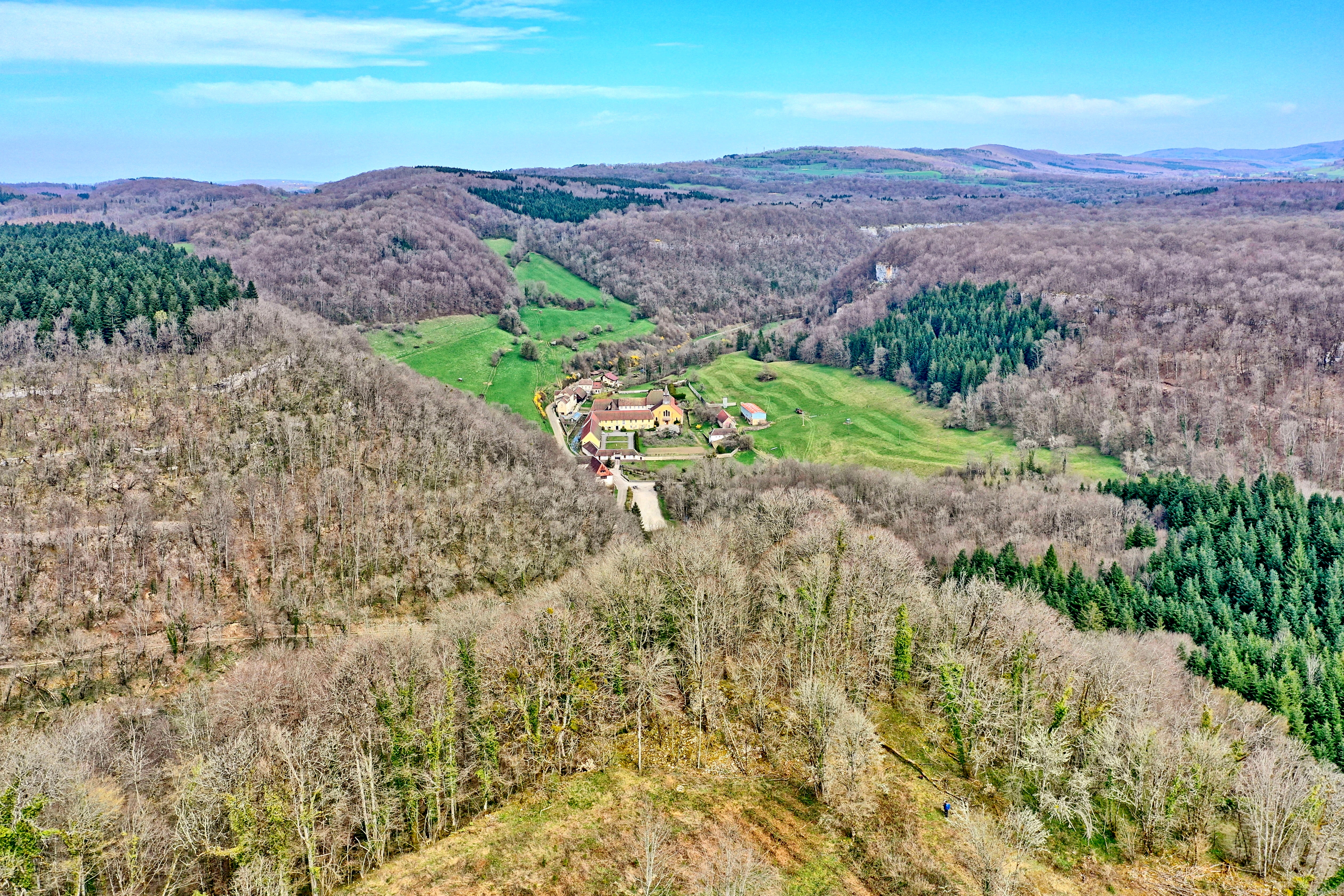
La butte castrale au-dessus de l'abbaye.
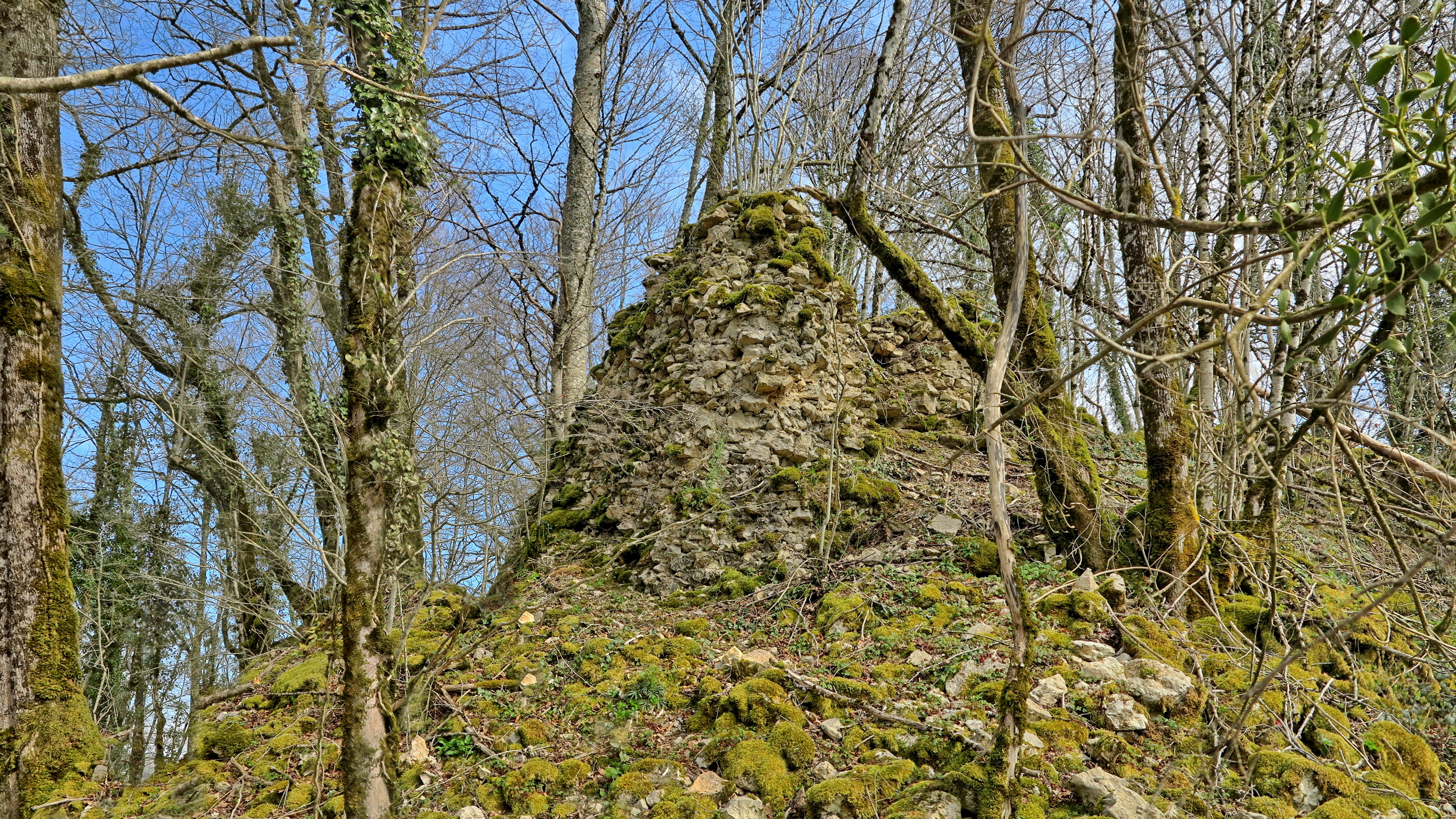
Les vestiges du château (vue sud-ouest).
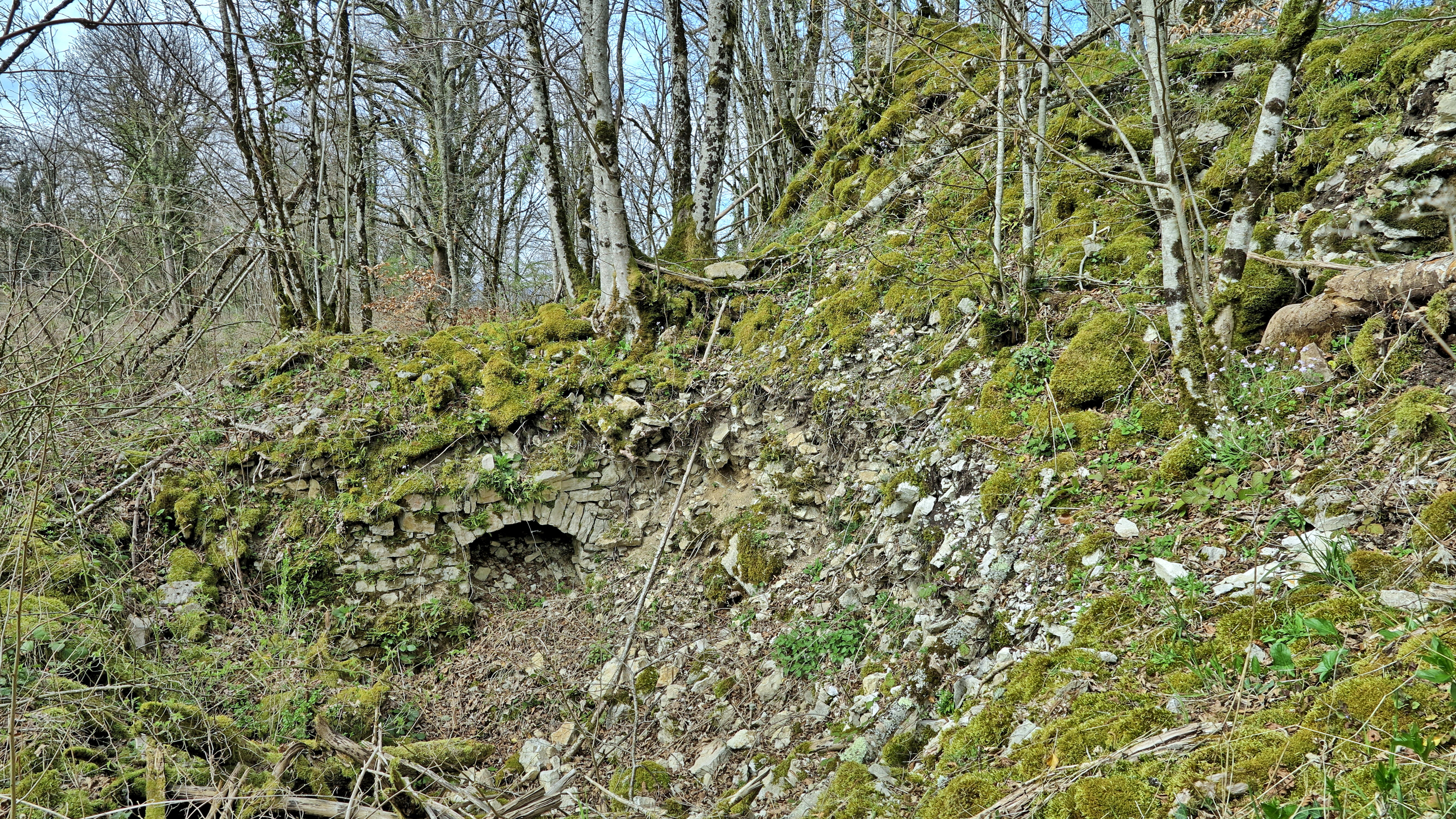
Les vestiges du château (vue sud).

## Politique et administration
| Période                                  | Période  | Identité        | Étiquette | Qualité  |
| ---------------------------------------- | -------- | --------------- | --------- | -------- |
| mars 2001                                | mai 2020 | Geneviève Colin | DVG       | Employée |
| mai 2020                                 | En cours | Maxime Gruner   |           |          |
| Les données manquantes sont à compléter. |          |                 |           |          |

## Démographie
L'évolution du nombre d'habitants est connue à travers les recensements de la population effectués dans la commune depuis 1793. Pour les communes de moins de 10 000 habitants, une enquête de recensement portant sur toute la population est réalisée tous les cinq ans, les populations de référence des années intermédiaires étant quant à elles estimées par interpolation ou extrapolation. Pour la commune, le premier recensement exhaustif entrant dans le cadre du nouveau dispositif a été réalisé en 2004.

En 2022, la commune comptait 64 habitants, en évolution de +6,67 % par rapport à 2016 (Doubs : +1,88 %, France hors Mayotte : +2,11 %).
| 1793 | 1800 | 1806 | 1821 | 1831 | 1836 | 1841 | 1846 | 1851 |
| ---- | ---- | ---- | ---- | ---- | ---- | ---- | ---- | ---- |
| 63   | 65   | 52   | 72   | 77   | 84   | 66   | 58   | 90   |

| 1856 | 1861 | 1866 | 1872 | 1876 | 1881 | 1886 | 1891 | 1896 |
| ---- | ---- | ---- | ---- | ---- | ---- | ---- | ---- | ---- |
| 66   | 81   | 73   | 70   | 60   | 78   | 60   | 53   | 50   |

| 1901 | 1906 | 1911 | 1921 | 1926 | 1931 | 1936 | 1946 | 1954 |
| ---- | ---- | ---- | ---- | ---- | ---- | ---- | ---- | ---- |
| 65   | 58   | 61   | 51   | 37   | 37   | 43   | 29   | 33   |

| 1962 | 1968 | 1975 | 1982 | 1990 | 1999 | 2004 | 2006 | 2009 |
| ---- | ---- | ---- | ---- | ---- | ---- | ---- | ---- | ---- |
| 42   | 44   | 31   | 25   | 20   | 19   | 19   | 16   | 42   |

| 2014 | 2019 | 2022 | - | - | - | - | - | - |
| ---- | ---- | ---- | - | - | - | - | - | - |
| 56   | 62   | 64   | - | - | - | - | - | - |

## Lieux et monuments
- Fontaine-lavoir-abreuvoir accolée à la mairie.
- Les vestiges du château du Châtelard.

La commune a la particularité de ne pas avoir d'église.

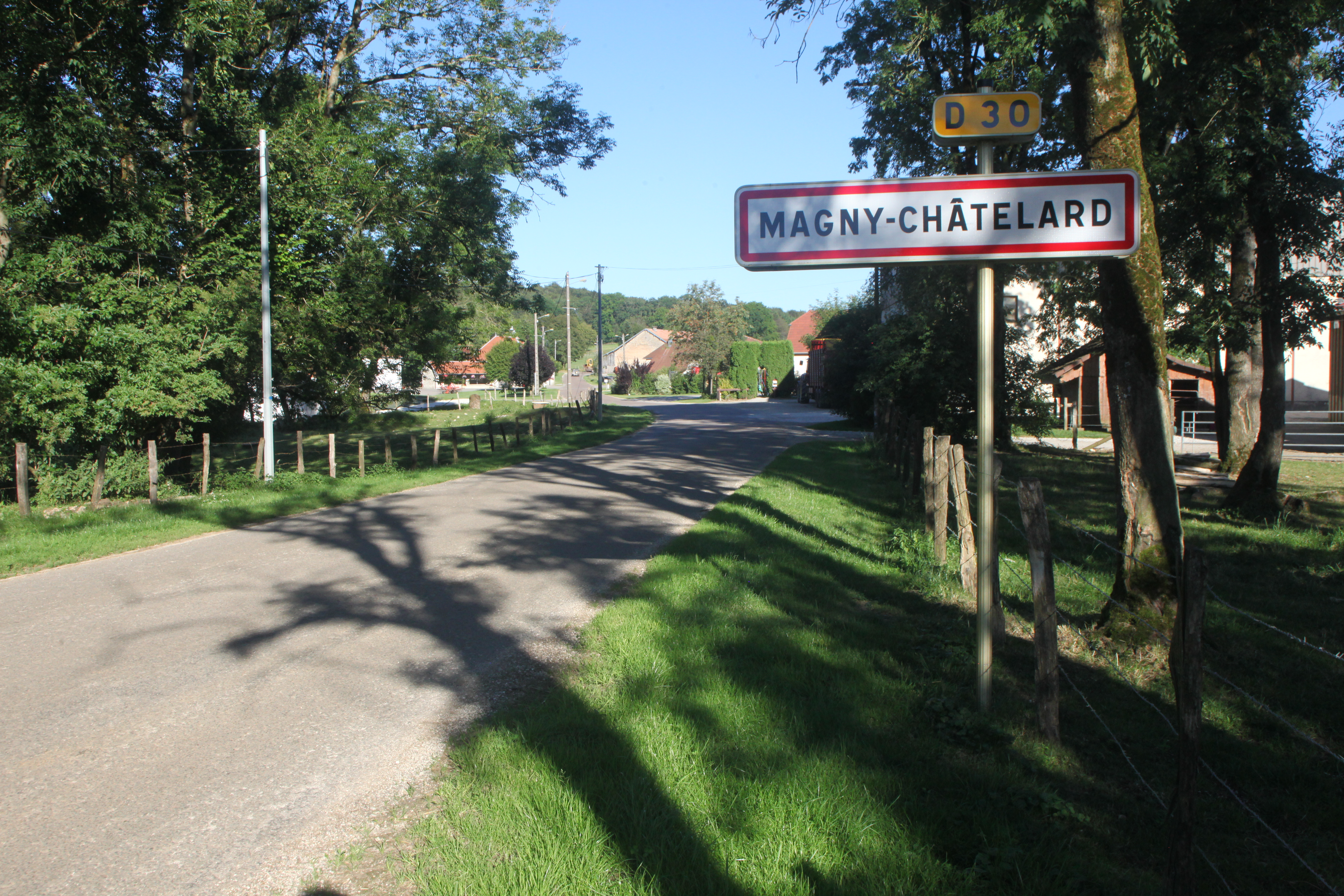
Entrée du village.
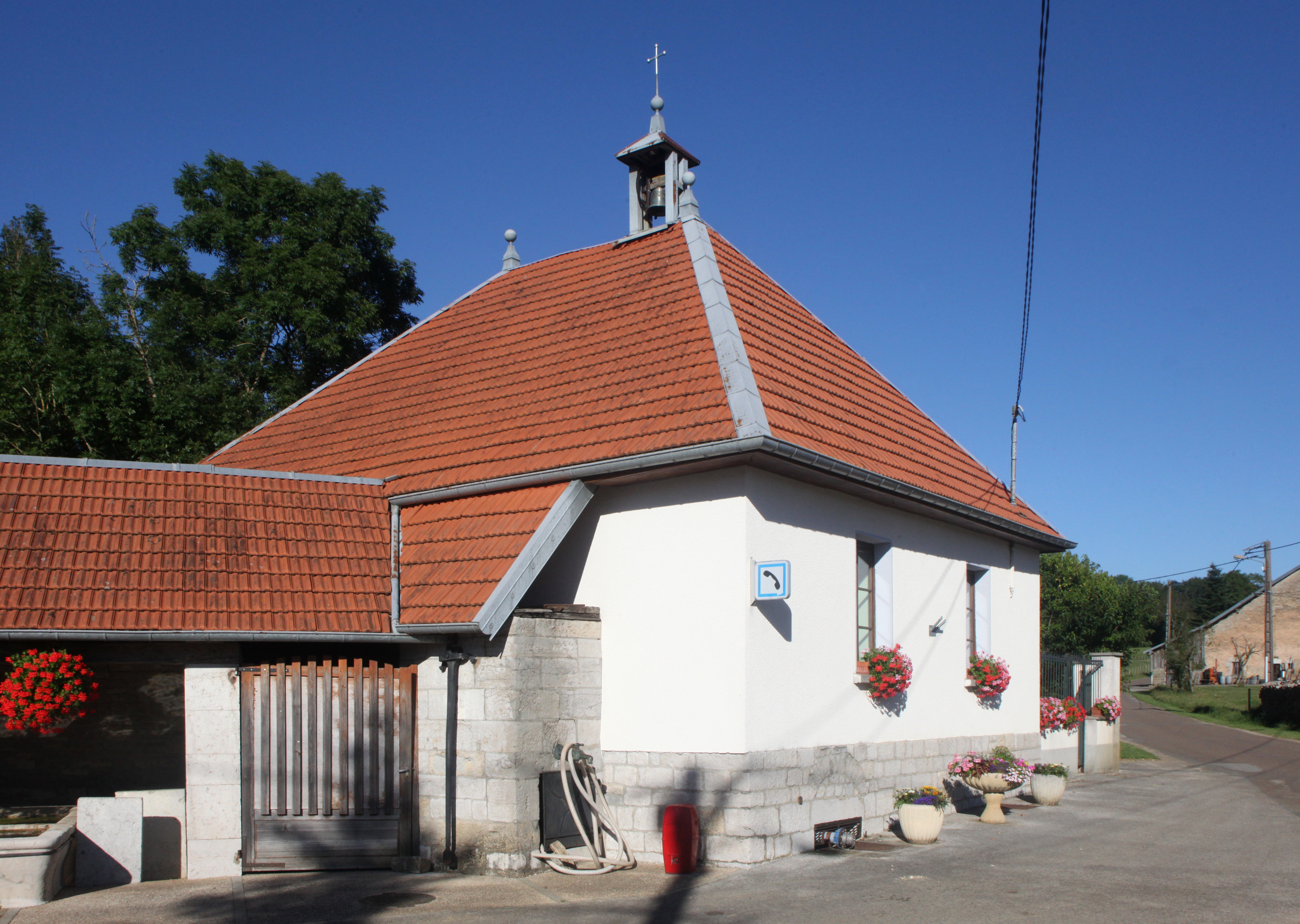
Mairie.
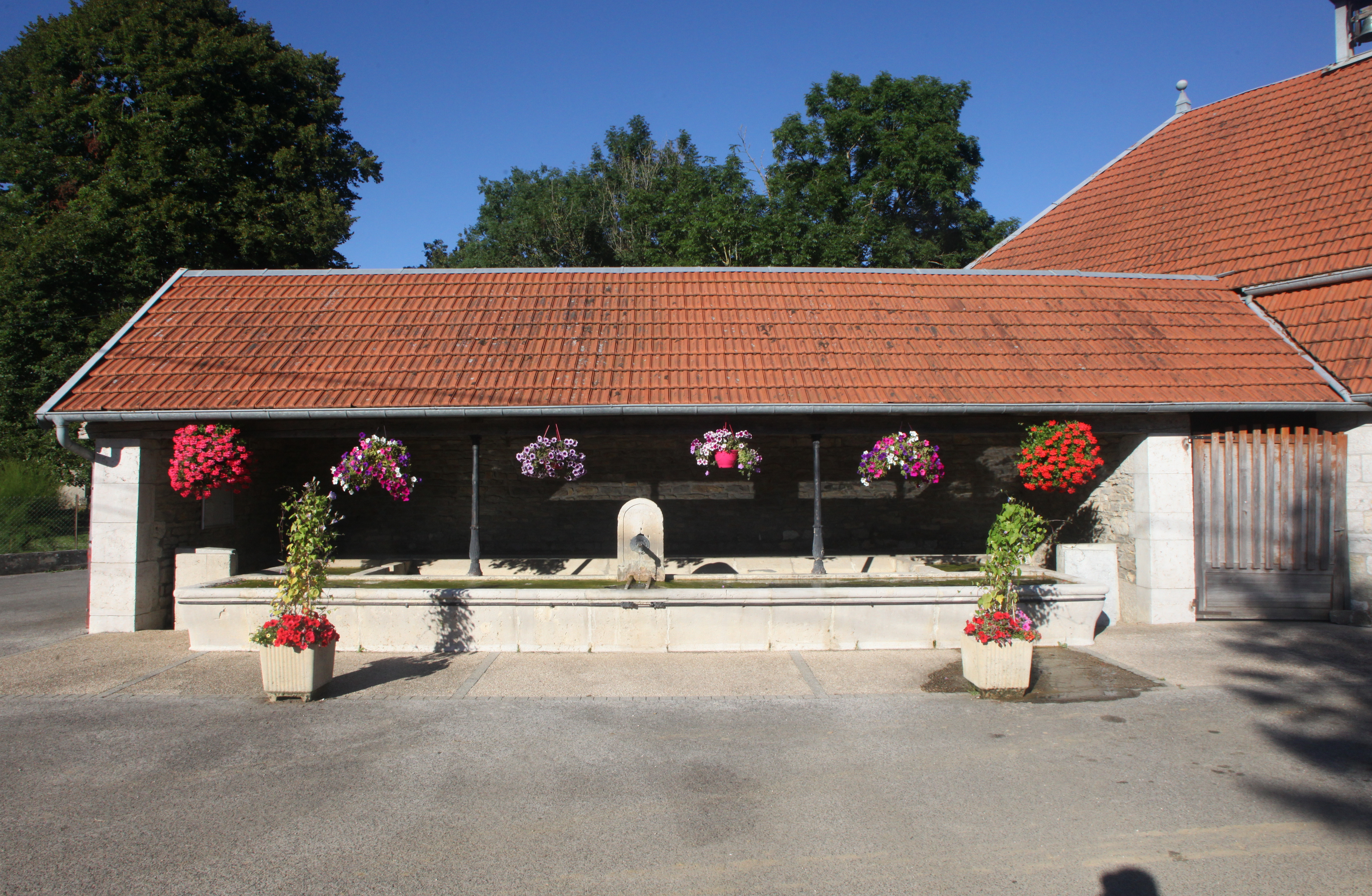
Fontaine-lavoir.